# Clase Media Revolucionaria
Clase Media Revolucionaria (CMR) fue un partido político venezolano de izquierda. 

## Historia
Originalmente fue un movimiento sociopolítico denominado Clase Media en Positivo, pero después de un proceso de legalización que inició a finales de enero de 2006, se convertiría en partido político el 7 de agosto de 2006.
En las primeras y únicas elecciones que participó, las presidenciales de 2006, obtuvo 69 264 votos (0,59 %), quedando como el decimosexto partido político más votado de Venezuela. Alrededor del 49,6 % de esos votos —34 399 votos— del partido provenían del estado Trujillo donde se concentraba la mayor cantidad de seguidores liderados por el entonces gobernador Gílmer Viloria, quien gestionó el ingreso de CMR al Partido Socialista Unido de Venezuela.
El 22 de diciembre de 2006 la militancia de Clase Media Revolucionaria aceptó fusionarse en la propuesta de Hugo Chávez para crear el Partido Socialista Unido de Venezuela, por lo que volvieron a convertirse en un movimiento social aunque conservando la nueva nomenclatura.
Reinaldo Quijada fue el secretario general de Clase Media Revolucionaria desde agosto de 2006 hasta 2007 y coordinador nacional de CMR desde 2007 a 2008. Más tarde, Quijada sería fundador del partido político Unidad Política Popular 89, de orientación chavista pero contrario a Nicolás Maduro. Entre sus figuras más destacas estuvieron Reinaldo Quijada, Gílmer Viloria, Titina Azuaje y Gabriela Ramírez.